# إليزابيث روث
إليزابيث روث (بالإنجليزية: Elizabeth Ruth)‏ (1968، وندسور في كندا)؛ روائية كندية.